# Anicla prodenoides
Anicla prodenoides är en fjärilsart som beskrevs av Walker 1856. Anicla prodenoides ingår i släktet Anicla och familjen nattflyn. Inga underarter finns listade i Catalogue of Life.